# Tekle Giyorgis II
Tekle Giyorgis II, född 1836, död 1873, var kejsare av Etiopien mellan 1868 och 1871.